# Episodi di Veronica Mars (terza stagione)
La terza stagione della serie televisiva Veronica Mars è composta da 20 episodi ed è stata trasmessa negli Stati Uniti dal canale The CW tra dal 3 ottobre 2006 al 22 maggio 2007.
In Italia la serie è andata in onda su Italia 1 dal 12 settembre 2007 al 7 dicembre 2007.
| nº | Titolo originale                       | Titolo italiano           | Prima TV USA     | Prima TV Italia  |
| -- | -------------------------------------- | ------------------------- | ---------------- | ---------------- |
| 1  | Welcome Wagon                          | Il comitato di benvenuto  | 3 ottobre 2006   | 12 novembre 2007 |
| 2  | My Big Fat Greek Rush Week             | Dietro la porta           | 10 ottobre 2006  | 13 novembre 2007 |
| 3  | Witchita Linebacker                    | Il giocatore di Witchita  | 17 ottobre 2006  | 14 novembre 2007 |
| 4  | Charlie Don't Surf                     | Charlie, mio fratello     | 24 ottobre 2006  | 15 novembre 2007 |
| 5  | President Evil                         | Il male del presidente    | 31 ottobre 2006  | 16 novembre 2007 |
| 6  | Hi, Infidelity                         | Ciao, infedeltà           | 7 novembre 2006  | 19 novembre 2007 |
| 7  | Of Vice And Men                        | Uomini e vizi             | 14 novembre 2006 | 20 novembre 2007 |
| 8  | Lord Of The Pi's                       | L'altra faccia dell'amore | 21 novembre 2006 | 21 novembre 2007 |
| 9  | Spitt & Eggs                           | Notte da incubo           | 28 novembre 2006 | 22 novembre 2007 |
| 10 | Show Me the Monkey                     | L'amore per gli animali   | 23 gennaio 2007  | 23 novembre 2007 |
| 11 | Poughkeepsie, Tramps & Thieves         | Un amore impossibile      | 30 gennaio 2007  | 26 novembre 2007 |
| 12 | There's Got To Be A Morning After Pill | La figlia del reverendo   | 6 febbraio 2007  | 27 novembre 2007 |
| 13 | Postgame Mortem                        | Gioco pericoloso          | 13 febbraio 2007 | 28 novembre 2007 |
| 14 | Mars, Bars                             | Dietro le sbarre          | 20 febbraio 2007 | 29 novembre 2007 |
| 15 | Papa's Cabin                           | Il capanno di papà        | 27 febbraio 2007 | 30 novembre 2007 |
| 16 | Un-American Graffiti                   | Graffiti anti-americani   | 1º maggio 2007   | 3 dicembre 2007  |
| 17 | Debasement Tapes                       | La rockstar               | 8 maggio 2007    | 4 dicembre 2007  |
| 18 | I Know What You'll Do Next Summer      | Progetti per le vacanze   | 15 maggio 2007   | 5 dicembre 2007  |
| 19 | Weevis Wobble But They Don't Go Down   | Piove sul bagnato         | 22 maggio 2007   | 6 dicembre 2007  |
| 20 | The Bitch Is Back                      | La vendetta               | 22 maggio 2007   | 7 dicembre 2007  |

## Il comitato di benvenuto
- Titolo originale: Welcome Wagon
- Diretto da: John Kretchmer
- Scritto da: Rob Thomas

### Trama
Comincia il nuovo anno scolastico, e Veronica Mars frequenta ora l'Hearst College. Lei e Logan stanno ancora insieme e Veronica vive ancora a casa con suo padre. Anche Mac e Wallace frequentano l'Hearst College e hanno dei nuovi compagni di stanza. Infine anche lo stupratore della seconda stagione si trova ancora nel campus dell'Hearst.
Il primo giorno di lezioni all'Hearst College, Piz, il nuovo compagno di stanza di Wallace, rimane vittima di una truffa. Una ragazza del "Comitato di Benvenuto" - presumibilmente lì per aiutare le matricole - accetta di tenere d'occhio per qualche minuto le cose di Piz, ma quando il ragazzo torna alla macchina, scopre di essere stato derubato. Veronica investiga con l'aiuto di Wallace, Piz, Mac e la nuova compagna di stanza di Mac, Parker e aiuta il dipartimento dello sceriffo ad arrestare il colpevole e recuperare le cose di Piz. Durante l'investigazione, Piz chiede a Veronica perché fa quel e fa ricevendo e proponendo diverse e assurde risposte.
Durante una protesta per maggiore sicurezza per le ragazze nel campus e per dar voce a quelle ragazze rasate dopo essere state stuprate, Dick Casablanca sale sul palco indossando solo degli slip e ridicolizzandosi. In seguito Veronica lo vede provarci con una ragazza incontrata al bar. Interviene però il fidanzato della ragazza che comincia a picchiare Dick fino a che Logan non lo salva. In seguito Dick si presenta nella stanza di Logan e gli rivela, in lacrime, di non aver alcun posto dove andare.
Prima che Veronica e Mac si rechino al cinema, scoprono che i biglietti sono nella stanza di Mac dove c'è però Parker con un ragazzo. Veronica entra lo stesso chiedendo di far finta che lei non ci sia.
Nel frattempo Keith Mars è stato assunto da Kendall Casablanca per andare a prendere Cormac Fitzpatrick dall'uscita di prigione per buona condotta. Kendall aveva avuto infatti discussioni con Liam Fitzpatrick per i soldi che la donna aveva ricevuto dal Phoenix Land Trust e che aveva nascosto nel deserto. Kendall pianifica di scappare da Liam con il fratello Cormac. Keith consegna Cormac a Kendall e mentre Keith si trova nella sua auto per prendere dei documenti, Cormac spara a Kendall e successivamente all'investigatore.
Dopo la loro notte in città, Veronica, abbastanza ubriaca, decide di passare la notte sul divano di Mac poiché non vi è più il ragazzo di Parker. La mattina seguente Veronica e Mac vengono svegliate dall'urlo di Parker che scopre di essere stata rasata: Parker è l'ultima delle vittime dello stupratore dell'Hearst.
- Guest star: Charisma Carpenter (Kendall Casablancas)
- Altri interpreti: Ken Marino (Vinnie Van Lowe), Patrick Fabian (Hank Landry), James Jordan (Tim Foyle), Andrew McClain (Moe Slater), Jason Beghe (Cormac Fitzpatrick), Josh Harto (Donald Fagan)

## Dietro la porta
- Titolo originale: My Big Fat Greek Rush Week
- Diretto da: John Kretchmer
- Scritto da: Diane Ruggiero

### Trama
Sentendosi in colpa per non aver aiutato l'ultima vittima, Veronica decide di catturare da sé lo stupratore dell'Hearst. Scopre che Parker aveva partecipato alla festa delle Theta Beta la notte dello stupro. Parker e una sua amica erano state riportate nelle loro stanze dal servizio di sicurezza degli studenti perché ubriache e non in grado di tornarci da sole. Veronica capisce che qualcuno delle Theta Beta poteva possedere la chiave della stanza di Parker. Decide così di entrare a far parte delle Theta Beta. I genitori di Parker giungono all'Hearst College e cercano di convincere la figlia a tornare a casa con loro. Wallace, Logan e altri partecipano all'esperimento guardie/ladri del corso di sociologia. Keith è inseguito da Cormac Fitzpatrick nel deserto; alla fine dell'episodio ci viene rivelato il contenuto della valigetta di Kendall.
- Altri interpreti: Andrew McClain (Moe Slater), Rod Rowland (Liam Fitzpatrick), Jason Beghe (Cormac Fitzpatrick), David Tom (Chip Diller), Samm Levine (Samuel Horshack), Rider Strong (Rafe), Chastity Dotson (Nish Sweeney), Keri Lynn Pratt (Hallie Piatt), Dan Castellaneta (Mr. Kinny), Cher Ferreyra (Fern Delgado)

## Il giocatore di Witchita
- Titolo originale: Witchita Linebacker
- Diretto da: John Kretchmer
- Scritto da: Diane Ruggiero

### Trama
A un membro della squadra di football del College di nome Kurt viene rubato il quaderno contenente tutti gli schemi della squadra: la sua fidanzata, Trish, è la responsabile della radio dell'Hearst, di cui Piz vuole fare parte. Piz chiede così aiuto a Veronica perché risolva il caso. Veronica sospetta inizialmente dell'ex fidanzato ancora innamorato di Trish, poi del migliore amico di Kurt, Pop, che avrebbe ottenuto la borsa di studio di Kurt in caso di una sua espulsione dalla squadra.
Ma Pop gli ha solo rubato la tesina di sociologia, e la colpevole è Trish, che voleva che Kurt smettesse di essere maltrattato dal coach: ma Trish ha perso gli schemi dopo averli rubati. Ad averli è Larry, l'ex di Trish, ma si scopre che erano tutti coinvolti, poiché il compagno di stanza di Kurt ha fornito gli schemi alla squadra avversaria
Veronica si trova inoltre a dubitare di Logan, che è molto poco presente e manca agli appuntamenti: rintracciatolo attraverso il telefonino, lo trova in una sorta di bisca organizzata da uno studente nella sua stanza.
I due litigano perché Logan si sente sorvegliato, mentre Veronica è arrabbiata per il suo comportamento, ma alla fine dell'episodio faranno pace.
Intanto Veronica viene convocata dal rettore che vuole il nome del professore che ha dato alla decana della Theta Beta i semi di marijuana, altrimenti la espellerà.
Dopo l'accusa di aggressione, Weevil deve trovare un lavoro o tornerà in galera: Veronica convince Keith ad assumerlo come segretario. Weevil se la cava bene, ma quando si trova davanti a un caso di abuso di minore, picchia il fidanzato di una donna, che abusava del nipote di lei.
Veronica fa riparare a Weevil la macchina del rettore, che O'Dell credeva vandalizzata dalle femministe (i danni erano invece stati causati, come Veronica dimostra, dal figlio del rettore che aveva cercato di nascondere un piccolo incidente), e convince il rettore ad assumere Weevil come manutentore. Il rettore si dovrà inoltre ricredere sull'espulsione di Veronica.
- Altri interpreti: Chastity Dotson (Nish Sweeney)

## Charlie, mio fratello
- Titolo originale: Charlie Don't Surf
- Diretto da: Jason Bloom
- Scritto da: Diane Ruggiero e Jason Elen

### Trama
Keith invita a cena Logan per la prima volta, il che suscita in Veronica una discreta ansia.
Parker si scusa con Veronica per averle dato la colpa per il suo stupro dopo aver scoperto che anche Veronica era stata violentata qualche anno prima.
Sul giornale del college esce un articolo che sostiene che ogni notte in cui è avvenuto uno stupro c'era un evento organizzato dalla confraternita Pi greco.
Dick si reca a casa Mars per chiedere a Veronica di scagionare i Pi greco -di cui lui fa parte- dalle accuse di stupro, visto che rischiano di essere tutti cacciati dal campus. Veronica accetta in cambio di un accesso completo alla confraternita, visto che è comunque interessata a scoprire il responsabile degli stupri. Quando Veronica accetta e dopo che dimostra l'innocenza della confraternita, Parker si sente tradita.
Logan sospetta che il suo commercialista faccia la cresta sul suo fondo fiduciario, così assume Keith e Veronica perché lo dimostrino: i pagamenti portano a un certo Charlie Stone, un fratellastro segreto di Logan. Logan chiama Charlie e lo invita nel suo appartamento, e i due sembrano andare molto d'accordo: ma Veronica scopre che questo è in realtà un imbroglione in cerca di notizie su Aaron per un articolo.
Il vero Charlie Stone, che desiderava restare nell'anonimato, viene invece assalito dai giornalisti dopo che Logan si è recato in uno show televisivo e ha rivelato la sua identità, visto che lo riteneva complice del giornalista.
Una donna di nome Harmony che Keith conosce sospetta che il marito abbia una relazione, e chiede aiuto all'investigatore: Keith lo vede con una donna che lavora per una società che collabora con quella del marito di Harmony e lo fotografa. Ma la registrazione del dialogo di questo con la donna rivelano che lui non intende tradire Harmony, cosa che lascia pensierosi Keith e la stessa Harmony tra cui stava nascendo un rapporto di amicizia e forse qualcosa di più..
- Altri interpreti: Chastity Dotson (Nish Sweeney)

## Il male del presidente
- Titolo originale: President Evil
- Diretto da: Dick Marck
- Scritto da: Jonathan Moskin e David Mulei

### Trama
Al corso di criminologia Veronica presenta Weevil per una tesina sulle condizioni sociali che spingono alla criminalità.
Per Halloween Veronica va nella stanza del campus in cui è organizzata una bisca, ma mentre si trova lì un gruppo di ragazzi mascherati da presidenti rapinano tutti i presenti, e Veronica sospetta di Weevil. Weevil nega di essere coinvolto, ma nella sua macchina vengono trovati alcuni degli oggetti rubati, e così viene arrestato. A quel punto Veronica decide di indagare per riavere il ciondolo di Lilly che le è stato sottratto, e scagiona Weevil.
Intanto Veronica continua a indagare sugli stupri: il ragazzo che Claire, una delle vittime, ha detto di non riconoscere dalla foto scattata a lei visibilmente drogata e lui davanti ad un bancomat, è in realtà il suo ragazzo.
Il rettore O'Dell si reca da Keith con la giovane moglie perché rintracci il padre del suo figliastro, che sta morendo e desidera vedere il vero padre: ma il padre, Steve, è un uomo scapestrato. Keith organizza un piano per far incontrare quest'uomo col rettore e sua moglie, e scopre che il figlio sta morendo di cancro e ha bisogno di un trapianto di midollo: per questo i signori O'Dell desideravano incontrare il padre biologico, che però si rifiuta di donare il suo midollo a Jason.
Quando Steve scompare, Keith è il primo sospettato. Keith, parlando col rettore, scopre che la signora O'Dell e Jason sono in Messico, e hanno forse rapito Steve; il rettore si offre di aiutarlo a rintracciarli, ma in realtà sta solo depistando Keith.
Wallace desidera lasciare il corso di ingegneria meccanica perché pensa di aver puntato troppo in alto, ma ogni volta che cerca di studiare un suo amico lo porta fuori o lo distrae; questo gli dà poi il numero di un tutor, che si rivela essere uno studente che ha le risposte agli esami di tutti i corsi.
- Altri interpreti: Chastity Dotson (Nish Sweeney), Ed Begley Jr. (Cyrus O'Dell)

## Ciao, infedeltà
- Titolo originale: Hi Infidelity
- Diretto da: Micheal Fields
- Scritto da: John Enbom

### Trama
Dopo che Veronica è stata l'unica del corso di criminologia a meritare una A, il prof. Landry si offre di essere il suo referente; ma viene accusata da un suo compagno, Jeff, di aver copiato il compito da un sito internet, e così dovrà dimostrare la sua innocenza. Indagando scopre che l'indirizzo e-mail della persona che ha pubblicato il compito è stato creato dal Neptune Grand: nella stanza prenotata a nome Rory Finch (che è lo stesso dell'account), Veronica trova insieme la moglie del rettore e il prof. Landry.
È stato l'assistente del prof. Landry a organizzare tutto perché Veronica scoprisse che tipo è il professore.
Harmony chiama Keith invitandolo al cinema e lui accetta: i due si frequentano come amici, ma Veronica li trova insieme a bere un drink al Neptune Grand e pensa che lei sia interessata a Keith, cosa che lui nega ma che si rivela vera. Keith se ne va dall'hotel ma viene investito: dopo aver rischiato la vita, torna all'hotel da Harmony.
Wallace, che ha confessato di aver copiato, può scegliere di lasciare il corso di ingegneria meccanica, ma non è convinto di volerlo fare e alla fine decide di rimanere. Viene intanto ammesso nella prima squadra di basket del college.
Piz invita Veronica al bowling con Wallace e gli altri, e lei invita Logan e Parker. Ma Wallace resta al campus a studiare e al bowling vanno così solo Logan, Veronica, Piz e Parker, che si interessa a Piz e chiede a Veronica di chiedergli se lui ricambia il suo interesse. Ma pare che Parker non sia il tipo di Piz. Mentre sono alla stazione radiofonica, Parker sente su Mercer, uno studente, l'odore di un'acqua di colonia che le ricorda la notte dello stupro: Veronica trova nella sua stanza un rasoio elettrico per capelli. Veronica si reca da Lamb per dargli tutte le informazioni e lui le dice che nella cassaforte del casinò, che era di quel ragazzo, hanno trovato la stessa droga usata dallo stupratore.
Ma dopo che Mercer viene arrestato, Logan dice a Veronica che deve provare la sua innocenza: i due la notte dello stupro erano insieme, ma Logan non può dirle dove.
Per via dello studio, Wallace fatica a star dietro agli allenamenti, e decide di lasciare per il momento la squadra di basket.
- Altri interpreti: Chastity Dotson (Nish Sweeney), Ed Begley Jr. (Cyrus O'Dell), Ryan Devlin (Mercer Hayes), Patrick Fabian (prof. Hank Landry)

## Uomini e vizi
- Titolo originale: Of Vice and Men
- Diretto da: Harry Winer
- Scritto da: Phil Klemmer

### Trama
Veronica va a stare nella stanza di Piz e Wallace, che sono via per il week-end, dopo che Keith ha trascorso la notte con Harmony e non è tornato a casa. Ma Piz è tornato prima perché Wallace è reso isterico dallo studio, così lei e Piz divideranno la stanza.
Sully, il vicino di stanza di Piz, è scomparso, e la sua ragazza, venuta a trovarlo da Sacramento, è preoccupata: sarà Veronica a indagare.
Il prof. Landry assegna come compito di progettare il delitto perfetto, e intanto raccomanda Veronica per un internato all'F.B. I. Temendo che si tratti di un pagamento per il suo silenzio, Veronica rifiuta; ma il professore le dice di accettare, e che il suo non era un tentativo di corromperla.
Intanto Logan e Veronica litigano: lui non vuole dirle che faceva con Mercer al momento dello stupro, e lei non vuole dirgli dove dorme. Quando Logan le racconta ciò che è successo Veronica si arrabbia moltissimo.
Keith si sente in colpa per essere stato con Harmony, che gli fa sapere di voler lasciare il marito e passare un week-end via con Keith, che però decide di rifiutare.
Intanto Vinnie si presenta da Keith chiedendogli informazioni sul denaro che Kendall doveva ai Fitzpatrich di cui, secondo gli irlandesi, Keith conosce il nascondiglio. Vinnie lo ricatta poi con delle foto di lui e Harmony, e vuole 4000 dollari per non consegnarle al marito che lo paga per scoprire la tresca della moglie.
Mentre sta mangiando alla mensa del college, Veronica si allontana un attimo dal suo tavolo, e dopo aver bevuto le gira la testa: qualcuno le ha drogato la bibita. Nel parcheggio si sente male e si accorge che c'è qualcuno con lei, ma riesce a far scattare l'allarme dell'auto prima di svenire, e Logan lo sente: la trova svenuta e con una parte di testa rasata.
- Altri interpreti: Amanda Walsh (Meryl), Rodney Rowland (Liam Fitzpatrick), Ken Marino (Vinnie Van Lowe), Tayler Sheridan (Danny Boyd), Ryan Devlin (Mercer Hayes), Patrick Fabian (prof. Hank Landry), Andrew McClain (Moe Slater), Charlie Weber (Glen)

## L'altra faccia dell'amore
- Titolo originale: Lord of the Pi's
- Diretto da: Steve Gomer
- Scritto da: Diane Ruggiero

### Trama
Veronica viene chiamata dal nuovo direttore del giornale del college come fotografa: dovrà andare al ricevimento che precede la votazione che potrebbe eliminare da Hearst le confraternite. Al ricevimento sarà presente Selma Hearst Rose, nipote del fondatore del college ed ex-alunna. Ma Selma scompare durante il ricevimento, e il rettore si rivolge a Keith perché indaghi.
Chip, capo dei Pi greco, viene trovato addormentato in mutande nel prato: qualcuno gli ha fatto uno scherzo di cattivo gusto.
Logan intanto chiede a Veronica di lasciar perdere il caso degli stupri, perché ha paura per lei: quando lei rifiuta, lui assume una guardia del corpo che la sorvegli.
- Altri interpreti: Patty Hearst (Selma Hearst), David Tom (Chip Diller), Charles George Patrick Shaughnessy (Budd Rose), Chastity Dotson (Nish Sweeney), Cher Ferreyra (Fern Delgado), Micheal Charles Roman (Wilson Behan), Krista Kalmus (Claire Nordhouse), Brian Kimmet (Brant), Ed Begley Jr. (Cyrus O'Dell), Keri Lynn Pratt (Hallie Piatt)

## Notte da incubo
- Titolo originale: Spitt & Eggs
- Diretto da: Rob Thomas
- Scritto da: Rob Thomas

### Trama
L'episodio si apre con Piz e Mac ad una festa dei Pi greco e Veronica che corre disperata e col naso insanguinato per il campus gridando aiuto.
Il consiglio aveva votato due giorni prima per l'eliminazione delle confraternite. Mel Stoltz, ex-allievo del college ed ex-membro di una confraternita, si presenta dal rettore con aria minacciosa chiedendogli di ristabilire le confraternite, cosa che il rettore fa. Per ribellarsi, le femministe tirano uova alla sua auto.
Il rettore si rivolge ancora una volta a Keith perché scopra se la moglie ha una relazione, poiché sospetta di un collaboratore di lei: Keith scopre che questi è gay, ma Veronica gli dice che Mindy tradisce il rettore col prof. Landry e quindi Keith è costretto a dirlo al suo cliente. Il rettore si ubriaca e dopo che Keith se n'è andato, si presenta nella camera d'albergo di Mindy e del professor Landry.
Vediamo poi il rettore svegliarsi sul divano nel suo ufficio e parlare con una persona: la mattina dopo Weevil lo trova morto.
Logan lascia Veronica, anche se l'ama ancora. Nonostante non lo voglia dare a vedere, Veronica ne soffre molto.
Qualcuno mette un annuncio sul giornale che dice che sceglierà la prossima vittima alla festa dei Pi greco: Veronica decide di andarci con Wallace, Piz e Mac. Tutti muniti di un sottobicchiere speciale che rivela se una bevanda è drogata, controllano i bicchieri di tutte le ragazze ubriache.
Wallace e Piz trovano un bicchiere positivo al test, così Logan e Wallace vanno a casa della ragazza, che abita fuori dal campus, per cercarla: ma il bicchiere appartiene in realtà alla sorella minore di questa, che abita nel campus e non si era sentita bene.
In quel momento Veronica sente che il programma radiofonico di Mercer è registrato: crolla dunque l'alibi di Mercer per gli stupri, e la ragazza pensa sia lui il colpevole.
Veronica si nasconde nella camera della ragazza e lo assale, ma poi scappa. Incontra Moe che le dice che chiamerà altri ragazzi per andare a prendere la ragazza drogata. Quando Moe chiude Veronica nella sua stanza per tenerla al sicuro lei vede una foto di Moe e Mercer e si accorge che il suo tè è drogato: in realtà sono loro due i colpevoli.
Parker sente suonare il fischietto anti-stupro che aveva dato a Veronica e chiama aiuto.
Mercer e Moe scappano, ma poi vengono trovati e arrestati da Keith.
Logan colpisce a mazzate due volanti della polizia per farsi arrestare ed essere messo in cella con i due.
- Altri interpreti: Ryan Devlin (Mercer Hayes), David Tom (Chip Diller), Andrew McClain (Moe Slater), James Jordan (Tim Foyle), Patrick Fabian (prof. Hank Landry), Jaime Ray Newman (Mindy O'Dell), Chastity Dotson (Nish Sweeney), Jeremy Roberts (Mel Stoltz), Krista Kalmus (Claire Nordhouse), Charlie Koznick (Drew), Ed Begley Jr. (Cyrus O'Dell), Cher Ferreyra (Fern Delgado)

## L'amore per gli animali
- Titolo originale: Show me the Monkey
- Diretto da: Nick Marck
- Scritto da: John Enbom

### Trama
Mindy O'Dell si presenta 6 settimane dopo la morte del marito da Keith perché scopra chi lo ha ucciso: l'ipotesi di un suicidio non la convince, e se non verrà dimostrato che si tratta di omicidio lei non avrà soldi dall'assicurazione.
Keith scopre che la morte di O'Dell è uguale al compito scritto da Veronica sul delitto perfetto.
Al college un laboratorio è stato vandalizzato e una scimmia e delle cavie liberati: Mac consiglia ai due studenti che ci lavorano di rivolgersi a Veronica. Loro sospettano dei membri della PHAT, un'associazione contro il maltrattamento degli animali, così Veronica e Mac si presentano ad una loro riunione. In realtà è proprio uno dei due ricercatori ad aver nascosto la scimmia.
Ogni stanza del dormitorio viene addobbata per una festa a tema: per ogni stanza ci sarà una nazione diversa: Parker spinge perché tutte si trovino un ragazzo.
Mac alla fine vince la sua timidezza e si mette con Bronson, il presidente della PHAT.
Intanto Veronica non riesce a dimenticare Logan, e anche lui è molto depresso. Ma poi Veronica incontra Piz per caso e i due cenano insieme alla mensa e tra i due pare esserci intesa.
Dick porta invece Logan a fare surf: Logan finisce con una ragazza ma non pare felice. Veronica si presenta da Logan e i due si baciano, ma quando Piz li rivede insieme rimane molto deluso.
- Altri interpreti: Patrick Fabian (prof. Hank Landry), David Tom (Chip Diller), Jaime Ray Newman (Mindy O'Dell), Michael Mitchell (Bronson Pope), Eric Jungmann (Gil Thomas), Jackie Tohn (R.A.), Brittany Ishibashi (Emmy)

## Un amore impossibile
- Titolo originale: Poughkeepsie, Tramps & Thieves
- Diretto da: John Kretchmer
- Scritto da: Diane Ruggiero

### Trama
Il ragazzo di nome Max che aveva fornito a Wallace le risposte al test di ingegneria ingaggia Veronica affinché rintracci la ragazza che ama che si sposa la settimana dopo: di lei, però, non sa nulla se non il nome di battesimo.
In realtà si trattava di una squillo pagata dai coinquilini di Max, che speravano di dare maggior coraggio al loro amico facendogli incontrare una ragazza. Ma Max vuole ugualmente rintracciarla perché è convinto che tra loro ci fosse realmente qualcosa.
Quando ritrovano la ragazza, il cui vero nome è Wendy, questa sembra davvero innamorata di Max: Max assume Veronica di nuovo perché dia a Wendy una nuova identità. Wendy sembra aver truffato Max, ma in realtà si rivela davvero innamorata del ragazzo.
Keith indaga sul caso della morte del rettore O'Dell.
- Altri interpreti: Adam Rose (Max), Chastity Dotson (Nish Sweeney), Cher Ferreyra (Fern Delgado), Krista Kalmus (Claire Nordhouse), Brianne Davis (Wendy), Christopher Carley (Travis), Richard Keith (Brian), Jackie Debatin (Madame)

## La figlia del reverendo
- Titolo originale: There's Got To Be A Morning After Pill
- Diretto da: Tricia Brock
- Scritto da: Jonathan Moskin e David Mulei

### Trama
Veronica è tormentata da incubi su Madison e Logan, e lo lascia. Lui le lascia un messaggio in cui le chiede scusa, ma lei ascolta solo la prima parte in cui lui le diceva di non giudicare, e lo cancella.
Intanto l'ex ragazza di Tim, Bonnie, chiede aiuto a Veronica: è rimasta incinta e qualcuno le ha fatto prendere la pillola abortiva. Lei vuole scoprire chi è stato. I due possibili padri sono Tim e Dick. Veronica scopre che è stata la compagna di stanza di Bonnie a darle la pillola.
Veronica paga Weevil perché distrugga la nuova Mercedes di Madison Sinclair, ma in seguito a un discorso del reverendo padre di Bonnie decide di non cedere all'ira.
Mindy O'Dell chiama Keith nel cuore della notte: un uomo si è introdotto in casa sua. L'uomo si rivela essere l'ex-marito Steve, che sta rubando cose di valore perché Mindy ha smesso di pagarlo.
- Altri interpreti: James Jordan (Tim Foyle), Jaime Ray Newman (Mindy O'Dell), Chris Ellis (Reverendo Ted Capistrano), Carlee Avers (Bonnie Capistrano), Toni Trucks (Phillise), Vince Grant (Thurman Randolph), Juliette Jeffers (Dr. Chambliss), Johnny Kastl (Eddie Nettles), Richard Grieco (Steve Batando)

## Gioco pericoloso
- Titolo originale: Postgame Mortem
- Diretto da: John Kretchmer
- Scritto da: Joe Voci

### Trama
Al Neptune Grand, mentre Dick si gode una tanto improvvisa quanto bizzarra luna di miele, Logan trova una nuova amica, che, nonostante la giovane età, lo aiuta a superare la sua momentanea depressione. Ad Hearst, intanto, l'allenatore di Wallace viene trovato morto e il figlio Josh viene accusato dell'omicidio, le prove contro di lui sono schiaccianti, c'è persino un testimone oculare che lo incastra; la vedova, quindi, assume Keith perché scagioni il ragazzo e trovi il vero colpevole. Le indagini saranno molto complicate ed alla fine sarà Veronica stessa a mettere i bastoni tra le ruote del padre, finendo addirittura in manette, tutto per colpa di un biscotto di troppo…
- Altri interpreti: Matt Mckenzie (Coach Tom Barry), Jonathan Chase (Josh Barry), Juliette Goglia (Heather Button), Jaime Ray Newman (Mindy O'Dell), Robert Ri'Chard (Mason), Daran Norris (Cliff McCormack), Patrick Fabian (prof. Hank Landry), Jeremy Roberts (Mel Stoltz), Tracy Needham (Kathleen Barry)

## Dietro le sbarre
- Titolo originale: Bars, Mars
- Diretto da: John Kretchmer
- Scritto da: Joe Voci

### Trama
Indagando sulla morte del rettore vengono trovate le impronte dell'ex-marito di Mindy su tutto il computer. Lo sceriffo Lamb corre a casa di Mindy O'Dell che ha chiamato perché Steve Bitando si è di nuovo introdotto in casa sua: Bitando colpisce con una mazza da baseball alla testa lo sceriffo, che muore. Keith diventa così il sostituto sceriffo.
Keith inizia così a interrogare la vedova del rettore.
Intanto Josh, aiutato da Veronica, scopre che il padre stava morendo di una malattia grave. Per questo ha inscenato la sua morte, perché la sua famiglia avesse i soldi dell'assicurazione. Josh decide di andarsene finché l'assicurazione non paghi. A quel punto potrà tornare e dimostrare col filmato in cui suo padre spiega tutto che non è colpevole.
- Altri interpreti: Matt Mckenzie (Coach Tom Barry), Jonathan Chase (Josh Barry), Juliette Goglia (Heather Button), Jaime Ray Newman (Mindy O'Dell), Robert Ri'Chard (Mason), Daran Norris (Cliff McCormack), Richard Grieco (Steve Bitando), Patrick Fabian (prof. Hank Landry), Jeremy Roberts (Mel Stoltz), Tracy Needham (Kathleen Barry)

## Il capanno di papà
- Titolo originale: Papa's Cabin
- Diretto da: Micheal Fields
- Scritto da: John Enbom

### Trama
Il prof. Landry viene arrestato da Keith durante una lezione: Mindy ha ammesso che Cyrus era andato nella loro stanza in hotel e aveva litigato con Hank, minacciandolo di rovinare la sua carriera. Mindy era così andata da lui in università, gli aveva dato le sue medicine per calmarlo, ed era tornata da Hank: ma l'amante era sparito dalla stanza d'hotel.
Interrogato, Hank dichiara che anche Mindy era stata minacciata dal marito di essere lasciata senza nulla, e che è stata lei a incastrarlo. Intanto chiede a Tim di scoprire chi gli aveva messo una cimice nel cellulare e da quanto era lì.
Tim chiede aiuto a Veronica, e i due iniziano ad indagare: Veronica trova la spogliarellista a cui Hank ha offerto una sigaretta fuori da un Drug Store.
Intanto Mindy acquista uno yacht coi soldi dell'assicurazione e pare scomparsa dalla città.
Dopo il suo rilascio, scompare anche il prof.Landry: i due si trovano sullo stesso yacht.
Veronica e Tim scoprono che la spogliarellista è la madre di un ragazzo uscito dal riformatorio di cui Hank era il supervisore.
In una registrazione Veronica sente Hank e Mindy parlare del "Capanno di Papà", che risulta essere una sorta di villaggio turistico in Messico. A bordo dello yacht trovano Landry, che sostiene dopo un litigio di aver incidentalmente colpito Mindy, che in seguito è caduta in mare. Il corpo di Mindy viene trovato sulla spiaggia.
Durante l'assenza del prof. Landry a Tim viene chiesto di sostituirlo: Tim chiede a Veronica di fargli da assistente.
Durante la lezione gli studenti chiedono di poter parlare dell'omicidio del rettore: Veronica si rende conto che Landry non avrebbe potuto fare la telefonata per il suo falso alibi perché era stato arrestato, e che Tim ha ascoltato tutte le registrazioni. Veronica scopre che Tim ha ucciso il rettore per distruggere il prof. Landry, che aveva stroncato le sue possibilità per una cattedra in un'altra università definendolo al telefono uno privo di immaginazione.
Parker intanto fa visita a Veronica per dirle ufficialmente che lei e Logan si frequentano, ma Veronica è di fretta e se ne va: a pranzo Parker dice a Logan che non sa se è il caso di continuare perché per lei Veronica è un'amica importante. Allora è Logan ad andare a chiedere a Veronica il permesso per uscire con Parker, e Veronica gli dice che per lei non c'è problema.
- Altri interpreti: Patrick Fabian (prof. Hank Landry), James Jordan (Tim), Jaime Ray Newman (Mindy O'Dell), Jesse James (J.D. Sansone), Dendrie Taylor (Tori Sansone), Ed Begley Jr. (Cyrus O'Dell)

## Graffiti anti-americani
- Titolo originale: Un-American Graffiti
- Diretto da: John T. Kretchmer
- Scritto da: Robert Hull

### Trama
Logan organizza una festa di compleanno per Parker, e invita Veronica.
La proprietaria del Babilon Gardens, Sabirah Krimani, si presenta nell'ufficio di investigazioni perché il suo locale è stato preso di mira da un gruppo di vandali a causa delle sue origini arabe: Veronica accetta di aiutarli (per non dover rimuginare sull'invito di Logan) anche senza l'aiuto del padre Keith, che per il momento deve svolgere il suo lavoro di sceriffo.
La figlia della proprietaria, Amira, era al liceo con Veronica, ed era una delle ragazze che godeva dei benefici dati dai punti pirata che Veronica aveva fatto cancellare.
Il marito della proprietaria, Rashad, però non è d'accordo col fatto che Veronica si occupi del caso, poiché crede di potersela cavare da solo; mentre discutono, passano dei ragazzi su un'auto sparando proiettili di vernice contro Veronica e la famiglia Krimani.
Veronica riesce a scorgere un adesivo sull'auto che la rimanda ad una scuola elementare: l'unico bambino con un familiare con una pistola a vernice e un pick-up giallo è un ragazzo arabo. Il ragazzo, fratello maggiore del bambino, dice che loro sparano a tutti, e che non è stato lui a vandalizzare il ristorante.
In seguito, Veronica decide di filmare il ristorante. Dalle registrazioni, la giovane nota un ragazzo dall'aria sospetta aggirarsi nei dintorni del locale di notte. Una volta identificato, Veronica si reca a fargli visita ma trova un uomo, tale Nasir Ben-Hafaid, che lo sta fotografando di nascosto, in compagnia di Amira: i due, infatti, sono segretamente amanti in quanto il ragazzo, di nome Jason, essendo ebreo, non sarà mai accettato dal padre di Amira quale suo fidanzato. Veronica deve così recuperare le foto che Nasir, dipendente del padre di Amira e pretendente della ragazza, ha scattato, prima che questo le mostri al suo capo.
Ma Nasir riesce ad avere delle stampe fatte a metà, e pertanto le consegna al padre, scatenandone una brusca reazione.
Successivamente, Veronica riesce a trovare l'autore degli atti vandalici: si tratta di Derrick, che lo ha fatto perché Nasir distribuisce volantini con arabi che ridono di americani morti, e suo fratello è tornato dall'Iraq in sedia a rotelle.
I proprietari del ristorante decidono di non denunciarlo e di parlargli per chiarire la faccenda, nonostante il suo atteggiamento non cambi. Decidono anche di conoscere il ragazzo ebreo della figlia, e di denunciare l'assenza di visto di Nasir.
Un ragazzo di nome Jim intanto viene investito dopo essere uscito ubriaco da un bar: Keith si reca dal barista per fargli qualche domanda, in quanto il documento del ragazzo era evidentemente falso. Keith indaga sui minorenni che fanno uso di alcool, ma dopo aver mandato i suoi a fare controlli a sorpresa in tutti i bar del campus, nessuno degli agenti trova qualcosa di illecito.
Il barista cerca di corrompere Keith affinché non mandi più le pattuglie a controllare il bar: lì incontra Piz e Wallace che bevono una birra, e i loro documenti vengono ovviamente da Veronica. Sono infatti gli unici a sembrare veri.
Keith fornisce a Piz e a Wallace due documenti con le foto di Jon Bon Jovi e Puff Daddy perché scoprano se effettivamente i poliziotti fermano i ragazzi con documenti falsi: Keith licenzia tutti gli agenti che non avevano eseguito gli ordini.
Alla festa Veronica presenta Max e Mac, che hanno molto in comune e si trovano bene insieme.
Logan presenta a Veronica un ragazzo, e per evitarlo Veronica finge che Piz sia il suo ragazzo.
Ma alla festa Piz e Wallace hanno invitato Miranda, una bella ragazza conosciuta al bar che pare interessata a Piz.
Così quando Piz si allontana per prendere da bere alla "fidanzata", Wallace dice a Veronica che è crudele ciò che fa, poiché Piz ha una cotta per lei.
Lei prende da parte Piz e gli chiede scusa, e lui la bacia, ma le dice poi di aver capito che sono solo amici, e se ne va. Lei lo insegue e lo bacia a sua volta. In quel momento si apre l'ascensore in cui c'è Logan.
- Altri interpreti: Anthony Azizi (Rashad Krimani), Carole Raphaelle Davis (Sabirah Krimani), Tracey Needham (Kathleen Barry), Jack McGee (Mr. Murphy), K.C. Clyde (Deputy Gills), Azita Ghanizada (Amira Krimani), Haaz Sleiman (Nasir Ben-Hafaid), Adam Rose (Max), Cole Williams(Derrick Carr), Eric Ladin (fratello di Derrick)

## La rockstar
- Titolo originale: Debasement Tapes
- Diretto da: Dan Etheridge
- Scritto da: John Enbom

### Trama
Dopo i baci alla festa di Parker tra Piz e Veronica c'è un po' di imbarazzo. Piz vince il concorso per fare da guida ad una rockstar membro dei My Pretty Pony di nome Desmond, che visiterà il campus per raccogliere fondi per la stazione radio che altrimenti dovrà chiudere. In seguito alla morte dell'altro membro della band di nome Johnny, Desmond canta sulle basi suonate dall'amico morto. Ma al suo arrivo in città i cd spariscono, e si rischia che lo show venga annullato.
Desmond è l'idolo di Piz, ma si rivela essere un ubriacone maleducato.
Intanto Mac si trova confusa e indecisa tra Bronson e Max, che continua a chiamarla.
Piz chiama Veronica per avere aiuto coi cd, e lei gli dice che crede dovrebbero archiviare ciò che è accaduto alla festa e rimanere amici.
In ascensore Veronica incontra Logan, che le chiede se quando era stata in camera con Piz mesi prima era successo qualcosa tra i due.
Alla fine Veronica scopre che all'aeroporto Desmond aveva sbagliato zaino: dopo averlo recuperato fingono di essere imbottigliati nel traffico per costringere la rockstar a suonare le sue nuove canzoni. Durante il concerto, Veronica prende la mano a Piz.
Logan deve fare un compito, e chiede aiuto a Mac: ma i due avranno bisogno anche della collaborazione di Max.
Alla fine della puntata, Mac lascia Bronson. L'idea di Logan non viene positivamente accolta dal professore.
Keith intanto lavora su un caso che coinvolge anche l'ex-agente Leo D'Amato: Leo ha detto a Keith che sul suo nuovo posto di lavoro Danny Boyd, un tirapiedi dei Fitzpatrick, sta combinando qualcosa. Con Danny Keith trova anche Vinnie, che chiude i ladri nel magazzino.
Keith infine riassume Leo.
Vinnie decide invece di candidarsi come sceriffo della contea, in seguito alla buona pubblicità fattagli da Keith sul giornale.
- Altri interpreti: Paul Rudd (Desmond)

## Progetti per le vacanze
- Titolo originale: I Know What You'll Do Next Summer
- Diretto da: Nick Marck
- Scritto da: Jonathan Moskin e David Mulei

### Trama
Mentre Veronica si prepara a sostenere il test per la licenza di investigatore privato, Piz legge le memorie di uno studente dell'Hearst di nome Apollo che è stato un bambino soldato in Uganda, e che presto lui dovrà intervistare alla radio.
A Piz è stato offerto uno stage estivo con una famosa rivista di recensioni musicali, ma dovrebbe andare a New York per 3 mesi: Veronica pare molto felice per lui.
Gli offrono poi un altro stage a Neptune, e lui non sa quale scegliere: Veronica gli consiglia lo stage che può farlo arrivare dove vuole.
Veronica ottiene un punteggio di 95, solo 2 punti in meno di Keith.
Un uomo chiama le investigazioni Mars perché trovino le prove del fatto che ha un figlio che non sapeva di avere: il ragazzo è Apollo.
Quando Apollo scopre che Veronica non è un'inviata del giornale scolastico che vuole scrivere un articolo su di lui, lei gli rivela che vuole scoprire se Kizza è suo padre: ma Apollo si rifiuta di fare il test della paternità. In seguito Apollo scompare.
Un ragazzo della comunità africana del campus, che non parla più con Apollo, confida a Veronica che è stata la relatrice di Apollo a scrivere le memorie, e non Apollo stesso. Apollo, secondo Ziki, non sarebbe neanche mai stato nell'esercito, e sta per perdere tutti i soldi perché l'hanno scoperto.
Veronica racconta questa cosa a Kizza: si scopre che Apollo è davvero chi dice di essere, e aveva messo in giro delle false voci per vedere se Kizza era davvero interessato a lui o ai suoi soldi. I due si rincontrano e si abbracciano.
Wallace decide di passare l'estate in Africa con l'associazione Invisible Children per tutelare i bambini.
Alla centrale, Keith si occupa dei frequenti furti in casa che avvengono di recente, che paiono collegati ai Fitzpatrick.
Sembra che c'entri la Safe House, la ditta che produce gli allarmi delle case: Vinnie aveva fatto il consulente per quelle ditte, e Keith sospetta che sia coinvolto.
Liam viene convocato alla centrale, e fa capire allo sceriffo che le rapine si fermeranno quando lui saprà che fine hanno fatto Kendall e i suoi soldi.
Tornato a casa, Dick incontra suo padre, che ha deciso di costituirsi e dovrà scontare solo un anno di prigione: fino ad allora, vuole passare l'estate con Dick.
Logan conosce i genitori di Parker, che hanno già predisposto tutto per le vacanze della figlia: Logan le offre di rimanere nella stanza dell'hotel di Logan, poiché lui andrà a fare surf in Sud America con Dick. I due discutono, e Parker va a sfogarsi da Veronica, perché Mac è chiusa in camera da giorni col suo nuovo amore: Max.
Ma Max non va a lezione da mesi, e rischia per questo l'espulsione; Mac si spaventa quando vede che a Max non importa di essere espulso se può continuare a vendere gli esami da un appartamento fuori dal campus.
I due ne parlano, lei decide di continuare a frequentarlo ma di tornare alla sua vita pianificata.
Logan decide di invitare Parker in Sudamerica con lui e Dick. Dick fa una scenata al padre in cui esprime il suo dolore e il suo senso di colpa per la morte di Cassidy, ma poi decide di rimanere con lui e non andare con Logan.
Quando Logan dice a Parker che il viaggio non si fa, lei decide di andare a Denver.
Dall'F.B. I. chiamano Veronica: l'hanno assunta per lo stage estivo in Virginia Piz è felice per lei ma non troppo.
- Altri interpreti: Nelsan Ellis (Apollo Bukenya), Babs Olusanmokun (Kizza Oneko), Daran Norris (Cliff McCormack), Ken Marino (Vinnie Van Lowe), Edi Gathegi (Zeke Molinda), Rod Rowland (Liam Fitzpatrick), Adam Rose (Max), Michael Charles Roman (Wilson Behan), David Starzyk (Richard Casablancas), William Bumiller (Mr. Lee)

## Piove sul bagnato
- Titolo originale: Weevis Wobble But They Don't Go Down
- Diretto da: Jason Bloom
- Scritto da: Phil Klemmer

### Trama
Keith indaga su una truffa ad Hearst: qualcuno vende carte prepagate false da usare nei negozi al college.
Weevil viene accusato di essere il venditore di queste carte, e viene quindi arrestato.
Chiede allora aiuto a Veronica perché provi la sua innocenza, e così i due passano insieme una giornata perché Veronica veda la sua giornata lavorativa, per sapere come mai sono state trovate le sue impronte sulla macchina che carica le carte, e scopre una vera e propria associazione a delinquere fatta da studenti.
Piz è molto dispiaciuto per il fatto che Veronica se ne andrà per tre mesi in Virginia, e lei gli confessa che soffre all'idea di allontanarsi da lui.
Wallace intanto dice di essere pedinato da un giovane: questo ragazzo lo invita a far parte dell'associazione "Il Castello"
Dick mostra a Logan un filmato che gira via mail in cui Veronica e Piz copulano. Sicuro del fatto che sia Piz il colpevole, Logan va a picchiarlo. In seguito si presenta da Veronica pieno di lividi e insanguinato
- Altri interpreti: Ken Marino (Vinnie Van Lowe), Saige Thompson, Tangie Ambrose, Patrick Fischler, Lauren Bowles, Micheal B.Silver, Dianna Agron, Travis Van Winkle
- Curiosità: quando arrivano in spiaggia, Piz e Wallace parlano di una reunion del gruppo musicale "Matchbox20", definendo il leader un poco di buono. Il leader, che si chiama Rob Thomas, è omonimo del creatore della serie Veronica Mars.

## La vendetta
- Titolo originale: The Bitch is Back
- Diretto da: John Kretchmer
- Scritto da: Diane Ruggiero

La puntata si apre con un Logan tutto insanguinato che si presenta a casa di Veronica per informarla che il suo ragazzo Piz l'ha ripresa in atteggiamenti provocatori per poi far girare per e-mail il video. Veronica non crede alle parole di Logan e si arrabbia a tal punto da dirgli di stare per sempre fuori dalla sua vita.
Iniziano così le indagini su chi ha inviato per e-mail il video, Veronica riesce a risalire al primo emittente e tenendolo d'occhio scopre che appartiene alla nota confraternita chiamata il Castello. Scopre che questa confraternita è comandata da gente molto potente che vuole rendere tale nuove matricole particolarmente dotate.
Intanto Parker lascia Logan perché lui è ancora innamorato di Veronica e mentre esce dalla stanza dell'albergo incontra Veronica che sta andando a chiudere definitivamente con Logan dopo aver visto le condizioni malridotte di Piz.
In seguito scopre che tra queste matricole c'è anche Wallace, inizialmente dubbioso se andare o no al rito d'iniziazione, alla fine accetta portandosi con sé una penna-macchina fotografica per scattare alcune foto ai capi della confraternita.
Inizia così per Wallace la Notte d'Inferno, viene caricato nel bagagliaio di un'auto fatto spogliare e guidato solo da una voce, portato in una stanza con una telecamera, dove deve indossare un collare. Gli viene così spiegato che il potere del Castello è basato sulla fiducia, ogni membro è fedele e se mente a pagare è uno degli altri membri; deve così rispondere a una serie di domande sul suo passato, sui crimini commessi da suo padre e riceve intanto scosse elettriche con il collare poiché un altro candidato, nel frattempo, nell'altra stanza mente.
Alla fine però viene cacciato poiché non risponde alla domanda "che cosa hai in tasca?" non volendo rivelare della penna-fotografica. Tornando a casa con Veronica le rivela però che ha capito chi è l'altro ragazzo, la voce lo ha chiamato "2400" che è il punteggio ottenuto nel test attitudinale nell'entrata alla Hearst da un ragazzo.
Veronica pedina "2400" e scopre che la festa degli iniziati è alla nuova casa dei Kane. Veronica entra in casa e riesce a rubare l'hard disk del castello e grazie all'aiuto di Mac riesce a crackarlo. Contiene tutte le confessioni di tutti i membri del Catello degli ultimi 30 anni!
Keith intanto è sulle ricerche del ladro in casa Kane e, scoprendo che è la figlia, distrugge le prove che la incolpano. Veronica, scioccata da tutte quelle confessioni di crimini terribili, riporta l'hard disk al signor Kane dicendo di non chiamare la polizia o renderà pubblico tutto il suo contenuto.
Tornando a scuola incontra Logan che le chiede scusa per tutto quello che ha fatto, lei dice che quello che ha fatto è pesante e che le scuse vanno a Piz. Logan non può fare a meno di picchiare Gyroy 5 secondi dopo perché dà della puttana a Veronica ed è il responsabile della registrazione.
Veronica è allibita, sa che Logan la proteggerà sempre ma non può perdonarlo, Logan raggiunge l'apice andando da Piz e scusandosi profondamente.
Veronica e Piz si guardano esterrefatti, e Logan e Veronica si lanciano uno sguardo che fa capire che la loro storia non è mai davvero finita.
Veronica spera che tutto sia risolto ma quando legge sul giornale che il padre è stato accusato di aver distrutto delle prove si mette a piangere. È giorno di elezioni. Piove.